# José Mela
Juan José Mela Toro es un militar y jinete chileno que compitió en la modalidad de adiestramiento. Ganó dos medallas en los Juegos Panamericanos de 1959, oro en la prueba por equipos y plata en individual.
Al finalizar su carrera militar fue edecán del presidente Salvador Allende, escribiendo el libro «Memorias del Edecán de Allende».

## Palmarés internacional
| Juegos Panamericanos | Juegos Panamericanos     | Juegos Panamericanos | Juegos Panamericanos |
| Año                  | Lugar                    | Medalla              | Categoría            |
| -------------------- | ------------------------ | -------------------- | -------------------- |
| 1959                 | Chicago (Estados Unidos) | Medalla de oro       | Por equipos          |
| 1959                 | Chicago (Estados Unidos) | Medalla de plata     | Individual           |